# حاتم قفيشة
حاتم رباح رشيد قفيشة (مواليد 1963) هو عضو حالي في المجلس التشريعي الفلسطيني الذي يمثل الخليل. وينتمي لحركة حماس.

## السيرة الذاتية
كان قفيشة أحد أكثر من 400 ناشط من حماس قاموا بترحيلهم من إسرائيل إلى جنوب لبنان في ديسمبر 1992 بسبب عضويته في المنظمة. عندما عاد إلى الضفة الغربية عام 1993، سجل وقته في المنفى في سلسلة من المقالات في جريدة القدس. كان ينوي نشر مذكرات، لكن حراس السجن الإسرائيليين صادروا كتاباته.
قام بحملة للحصول على مقعد في المجلس التشريعي الفلسطيني من زنزانته في السجن وانتخب في يناير 2006. في 6 نوفمبر 2007، اعتقل جيش الاحتلال الإسرائيلي قفيشة من منزله في الخليل كجزء من سلسلة من عمليات القبض على أعضاء حماس بعد أسر الجندي الإسرائيلي جلعاد شاليط على أيدي مسلحين فلسطينيين. ووُضع رهن الاعتقال الإداري في سجن كتسيوت في صحراء النقب حتى تم إطلاق سراحه في 1 نوفمبر 2009. وبحسب ما ورد، أكمل قفيشة شهادة الدكتوراه من خلال دورات المراسلات. كعضو في المجلس التشريعي الفلسطيني، يعمل على تشجيع الأنشطة الرياضية في الضفة الغربية والتي تتضمن خططاً لتجديد استاد حسين في الخليل. تم تعليق هذه الخطط منذ سجنه.
في 26 يوليو 2020، اعتقلته قوات الاحتلال الإسرائيلي من منزله في مدينة الخليل.
في 26 مارس 2021، اعتقله جيش الاحتلال الإسرائيلي من منزله في مدينة الخليل.